# Michiko Matsuda
Michiko Matsuda (松田 理子, Matsuda Michiko, 26 oktober 1966) is een voormalig Japans voetbalster.

## Carrière
Matsuda maakte op 6 september 1981 haar debuut in het Japans vrouwenvoetbalelftal tijdens een vriendschappelijke wedstrijd tegen het Engeland. Zij nam met het Japans vrouwenvoetbalelftal deel aan de wereldkampioenschappen vrouwenvoetbal in 1991. Ze heeft 45 interlands voor het Japanse vrouwenelftal gespeeld en scoorde daarin 10 keer.

## Statistieken
| Japans vrouwenvoetbalelftal | Japans vrouwenvoetbalelftal | Japans vrouwenvoetbalelftal |
| Jaar                        | Wed.                        | Dlp.                        |
| --------------------------- | --------------------------- | --------------------------- |
| 1981                        | 1                           | 0                           |
| 1982                        | 0                           | 0                           |
| 1983                        | 0                           | 0                           |
| 1984                        | 3                           | 2                           |
| 1985                        | 0                           | 0                           |
| 1986                        | 10                          | 3                           |
| 1987                        | 4                           | 0                           |
| 1988                        | 2                           | 0                           |
| 1989                        | 9                           | 1                           |
| 1990                        | 5                           | 2                           |
| 1991                        | 11                          | 2                           |
| Totaal                      | 45                          | 10                          |